# 蓬马尼
蓬马尼（Ponmani），是印度泰米尔纳德邦甘尼亚古马里县的一个城镇。总人口13553（2001年）。

## 人口
该地2001年总人口13553人，其中男性6766人，女性6787人；0—6岁人口1296人，其中男667人，女629人；识字率76.38%，其中男性为78.44%，女性为74.33%。